# 長嶺大池
```
座標
: 
北緯37度27分31秒
 
東経138度39分10秒

 / 

北緯37.45861度 東経138.65278度

 / 
37.45861; 138.65278
```

長嶺大池（ながみねおおいけ）は、新潟県柏崎市西山町長嶺にある周囲約950mの農業用の人造ため池（人造湖）である。

## 概要
人造湖ではあるが1978年に初めて2羽のハクチョウが確認されて以来、新潟県内では瓢湖と共にハクチョウを含む野鳥の飛来地としても知られる。2007年には、新潟県内に飛来したオオハクチョウの約4分の1にあたる277羽が周辺で確認された。その他、コハクチョウ、コガモ、オナガガモ、カルガモ、ヒシクイなども確認されている。2000年（平成12年）に新潟県指定長嶺大池鳥獣保護区（集団飛来地）に指定されている。

## アクセス
- JR越後線 礼拝駅より西へ約1.5 km（徒歩約20分）。
- 越後交通 長岡=柏崎線（西山経由） 「長嶺入口」バス停（県道574号沿い）より徒歩約5分
- 北陸自動車道西山ICより10分。駐車場も整備されている（普通車20台）。

## 周辺施設
- 公衆トイレ
- 無料駐車場
- 遊歩道
- 柏崎市農村環境改善センター